# Vega (île)
Pour les articles homonymes, voir Véga (homonymie).

Vega  est la grande île de la commune de Vega , en mer de Norvège dans le comté de Nordland en Norvège.

## Description
L'île de 108 km2 est la plus grande île des 6.500 îles de l'archipel de Vega, toutes classées au patrimoine mondial de l'UNESCO. L'île se trouve à environ 18 kilomètres à l'ouest du continent norvégien. Les îles d'Igerøya et d'Ylvingen se situent entre Vega et le continent. Les principaux villages de l'île sont Gladstad, le centre administratif de la commune, et Holand.
La partie sud-ouest de l'île est montagneuse, le point culminant étant le Trollvasstinden de 803 mètres de haut. Le reste de l'île est plutôt plat et marécageux. 
L'île n'est accessible qu'en bateau. Il existe une ligne de ferry régulière de Vega à l'île d'Ylvingen et au continent. L'île de Vega est reliée à l'île voisine d'Igerøya par un petit pont. Il y a aussi un ferry d'Igerøya au village de Tjøtta qui est juste au sud de la ville de Sandnessjøen.

## Réserve naturelle
L'île de Vaga détient trois réserves naturelles :
- réserve naturelle de Kjellerhaugvatnet (1997)
- réserve naturelle d'Eidemsliene (2000)
- réserve naturelle d'Holandsosen (2000)

## Galerie

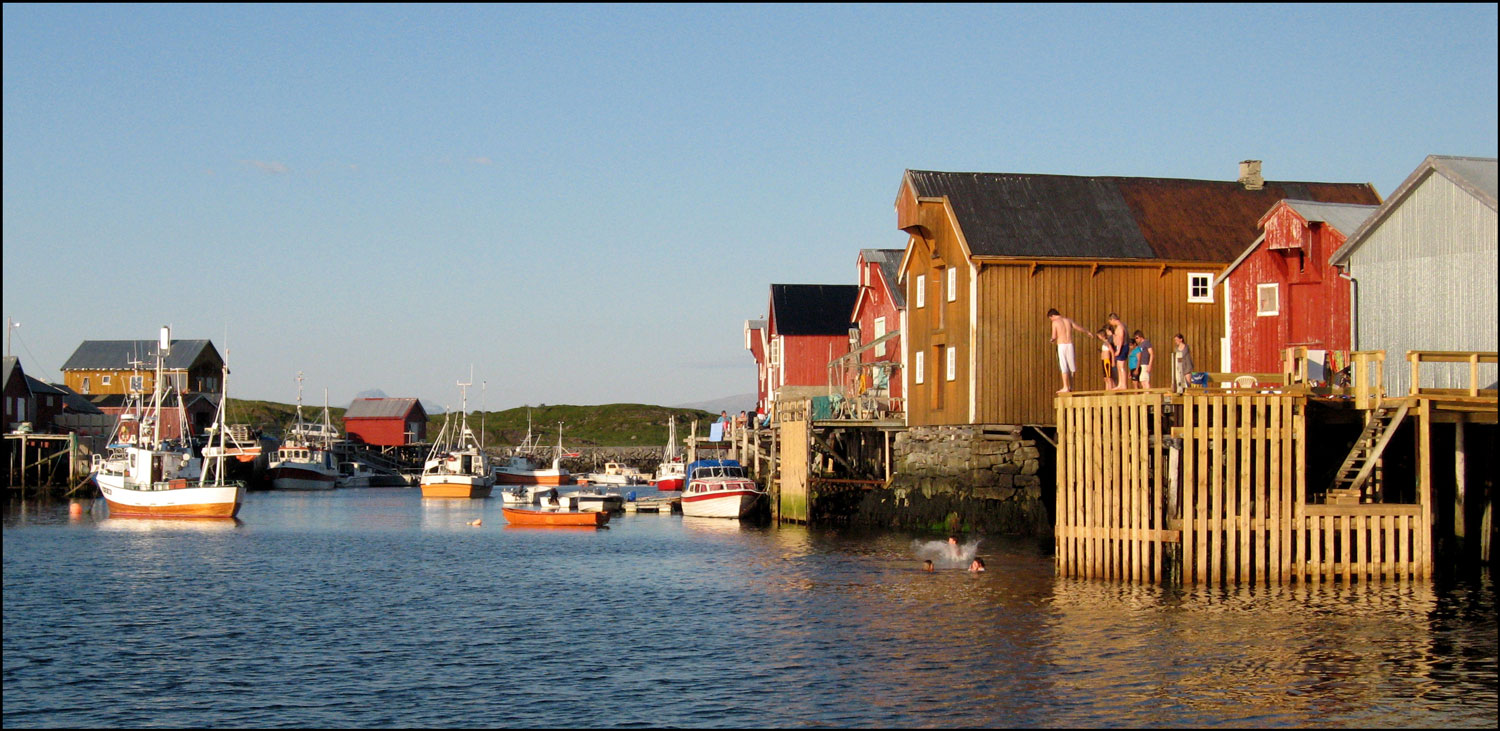
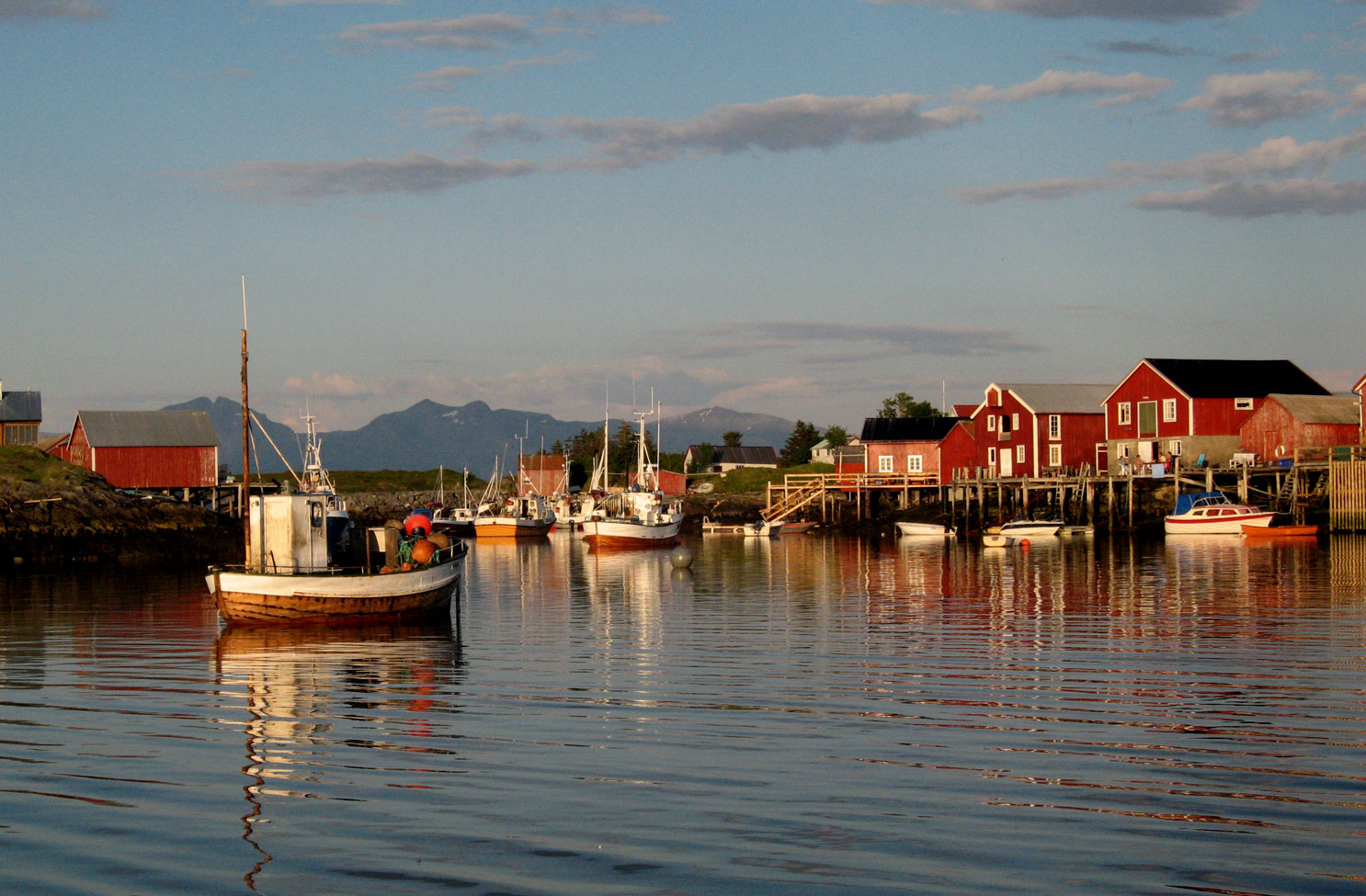
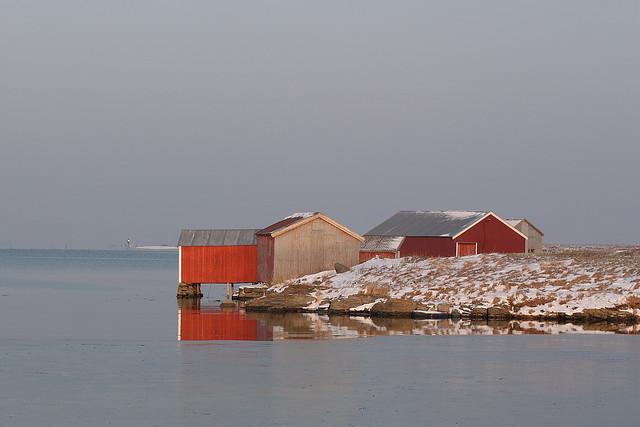
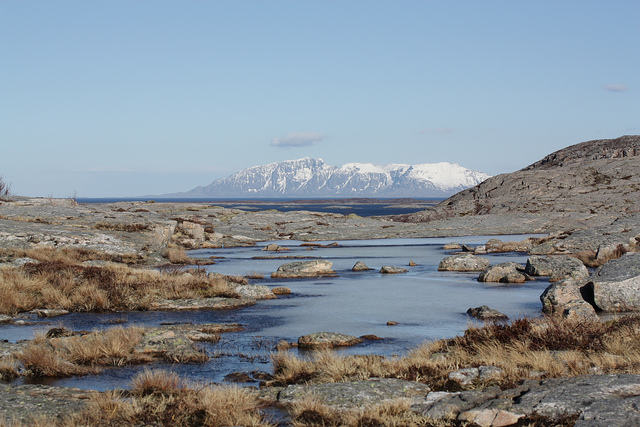
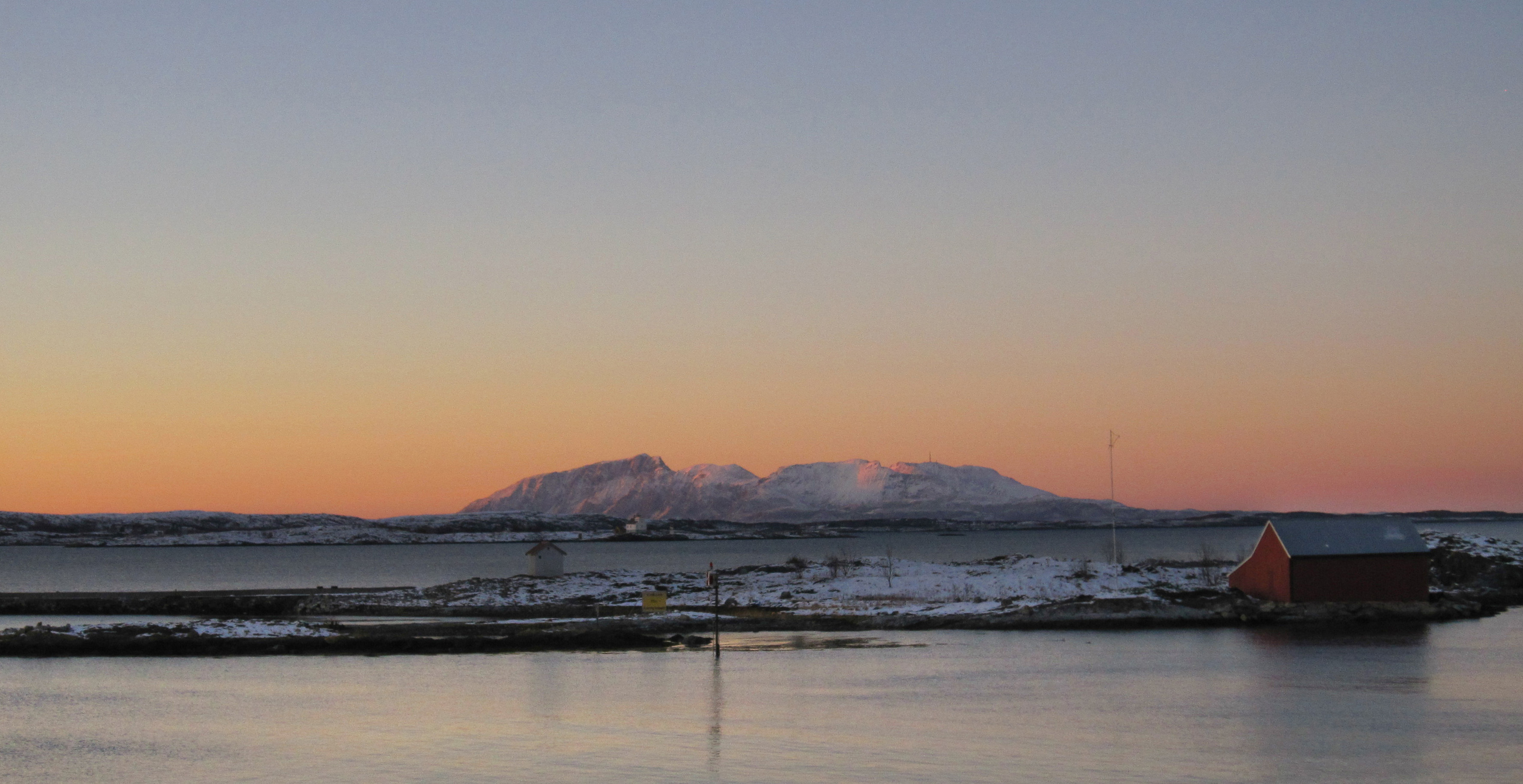
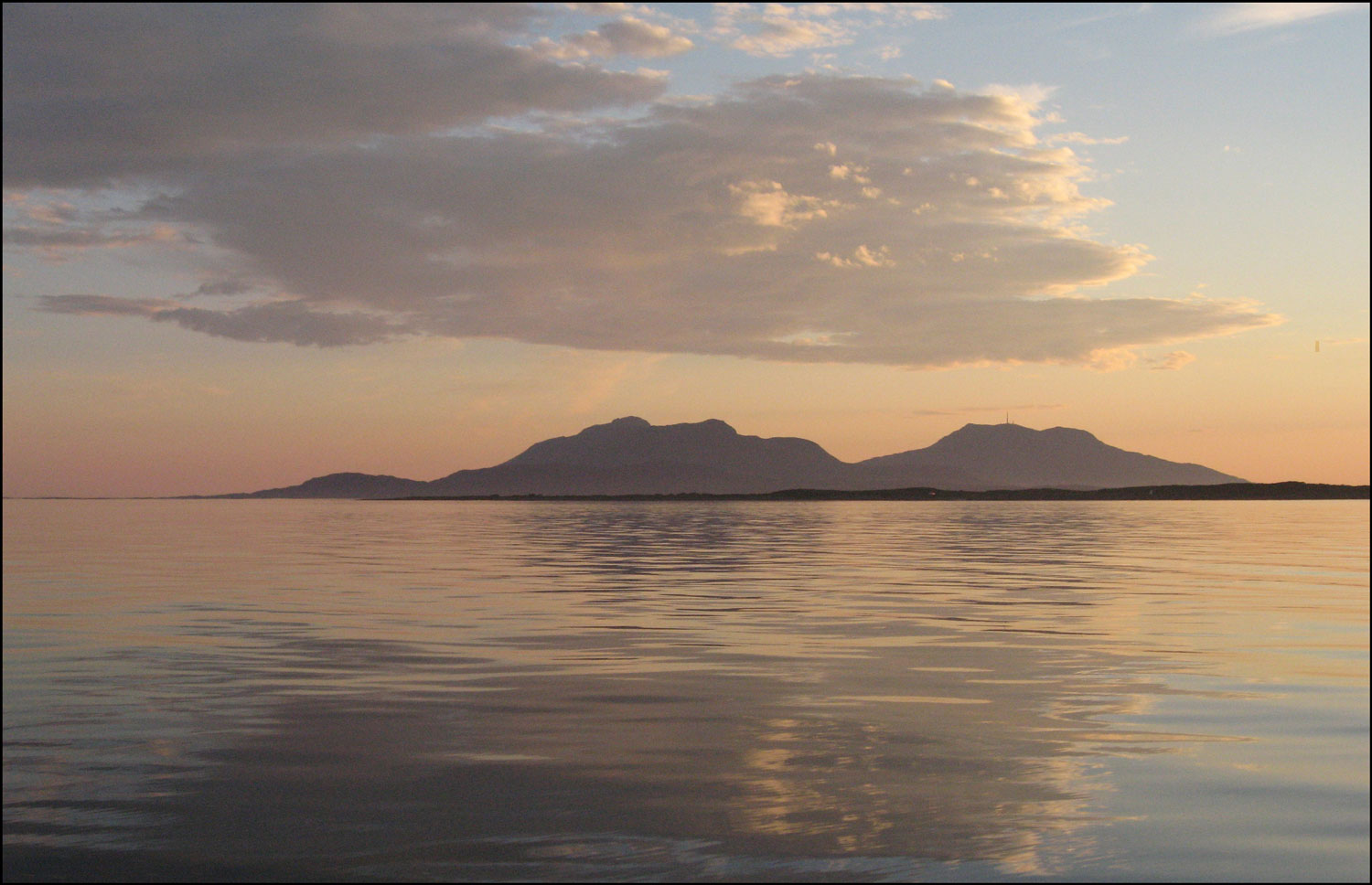
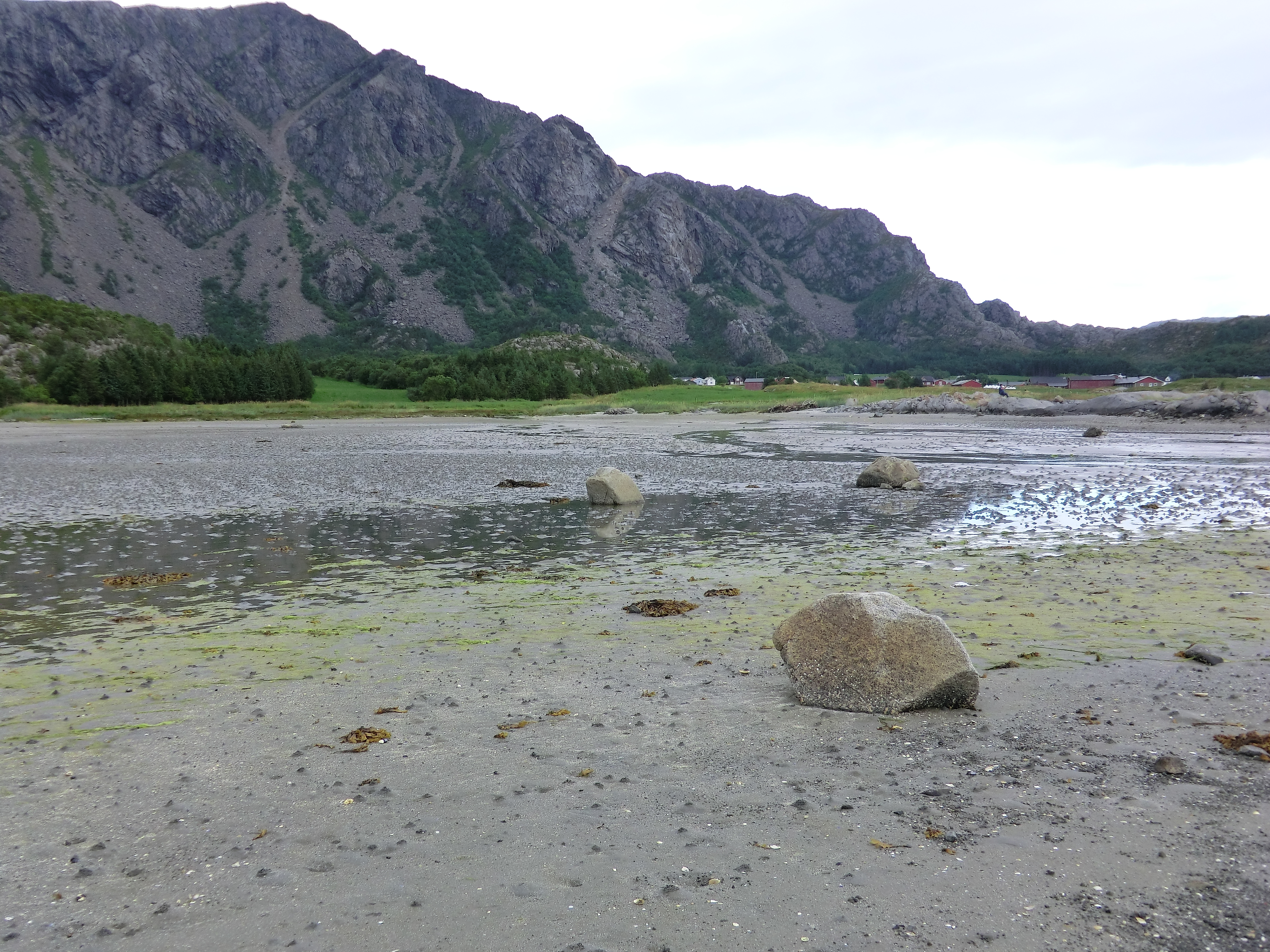
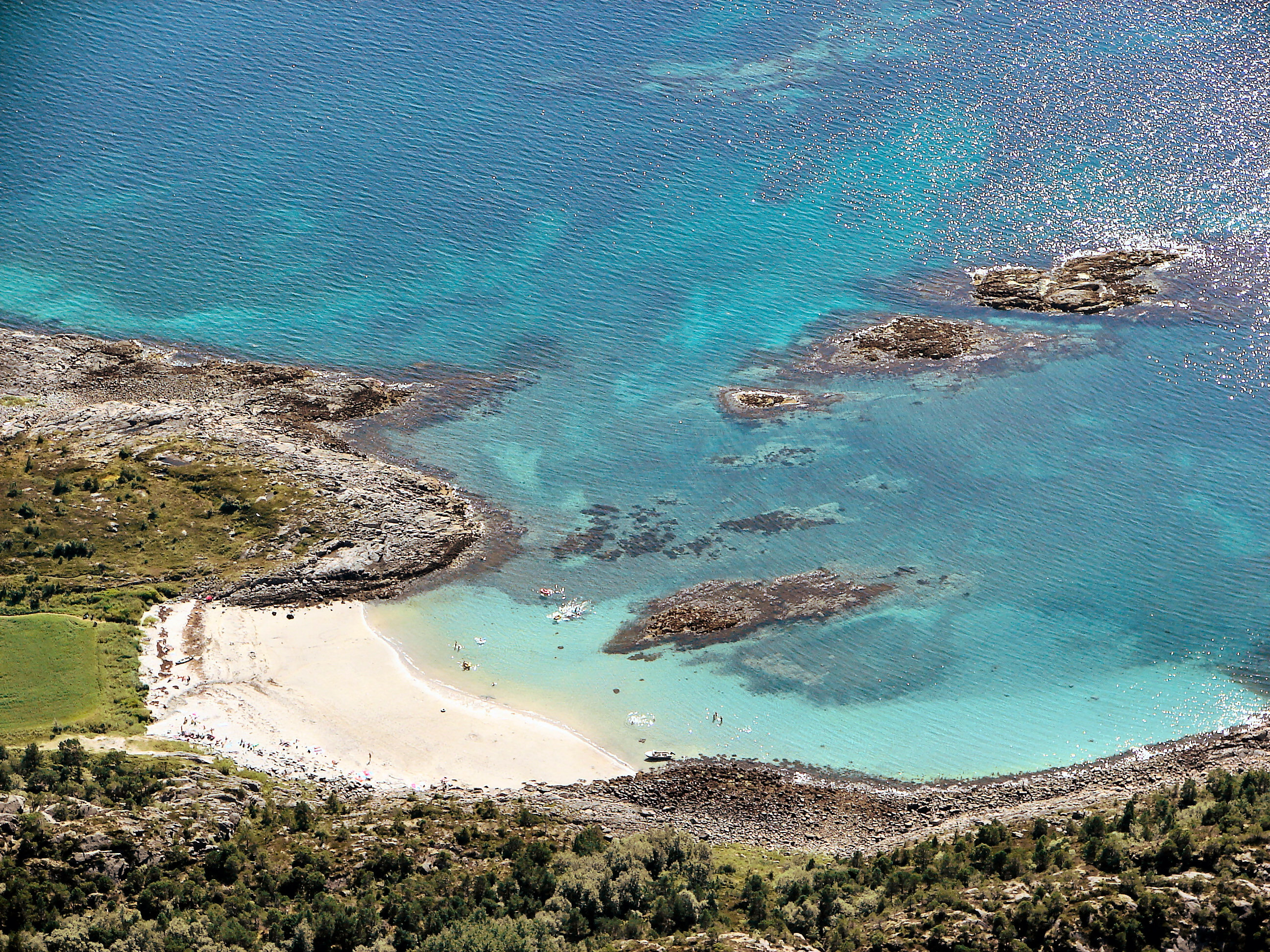
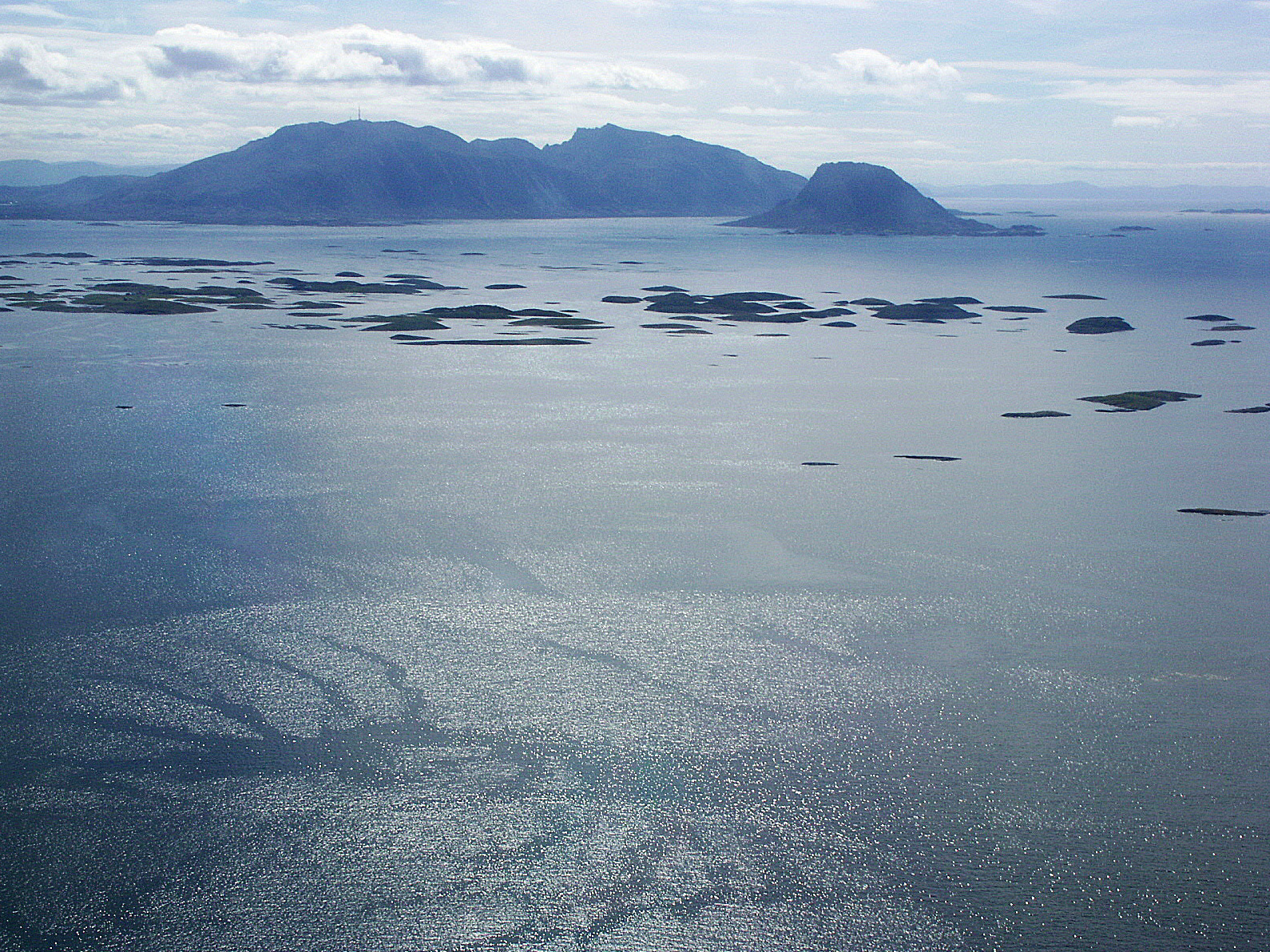